# تقسیمات کشوری کوزوو

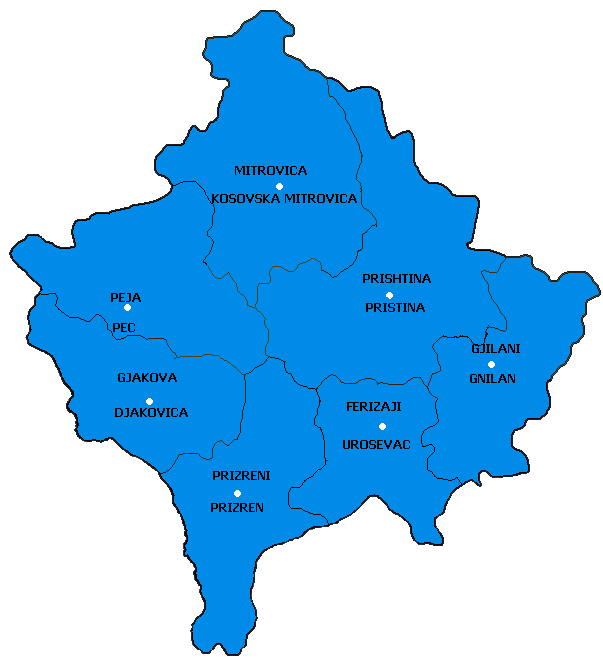
نمایی از نقشهٔ تقسیمات کشوری کوزوو - ۲۰۰۶

کوزوو[a] از نظر اداری به ناحیه‌هایی (آلبانیایی: rajone، صربی: окрузи / okruzi) تقسیم می‌شوند که این نواحی نیز خود به شهرداری‌ها (آلبانیایی: komuna، صربی: општина / opština) تقسیم می‌شوند.
این تقسیم‌بندی‌ها توسط مأموریت مدیریت موقت سازمان ملل متحد در کوزوو انجام شده‌اند.
| نوع              | تعداد           |
| ---------------- | --------------- |
| ناحیه‌های کوزوو   | ۷ (از سال ۲۰۰۰) |
| شهرداری‌های کوزوو | ۳۸              |

## پیشینه
اگرچه قوانین صربستان با کوزوو مانند سایر قسمت‌های صربستان رفتار می‌کند و آن را به ۵ ناحیه، ۲۸ شهرداری و ۱ شهر تقسیم می‌کند، اما مأموریت مدیریت موقت سازمان ملل متحد در کوزوو در سال ۲۰۰۰ سازمان ارضی جدید کوزوو را تصویب کرد. این حرکت توسط صربستان به رسمیت شناخته نمی‌شود، اما توسط جمهوری خودخواندهٔ کوزوو به رسمیت شناخته می‌شود. طبق تقسیم‌بندی جدید، کوزوو به ۷ ناحیه (جدید) و ۳۷ شهرداری تقسیم شده‌است (۸ شهرداری جدید ایجاد شده‌است: مالیشوو، الز هان، گراسانیکا، جونیک، کلوکوت-وربوواچ، ماموشا، پرتش و رانیلوگ).